# Тойен
Тойен, наст. имя Мария Черминова (чеш., фр. Toyen', Marie Čermínová; 21 сентября 1902, Прага — 9 ноября 1980, Париж) — чешская художница, занимавшаяся как живописью, так и графикой. Представитель поэтизма (в Чехии) и сюрреализма.

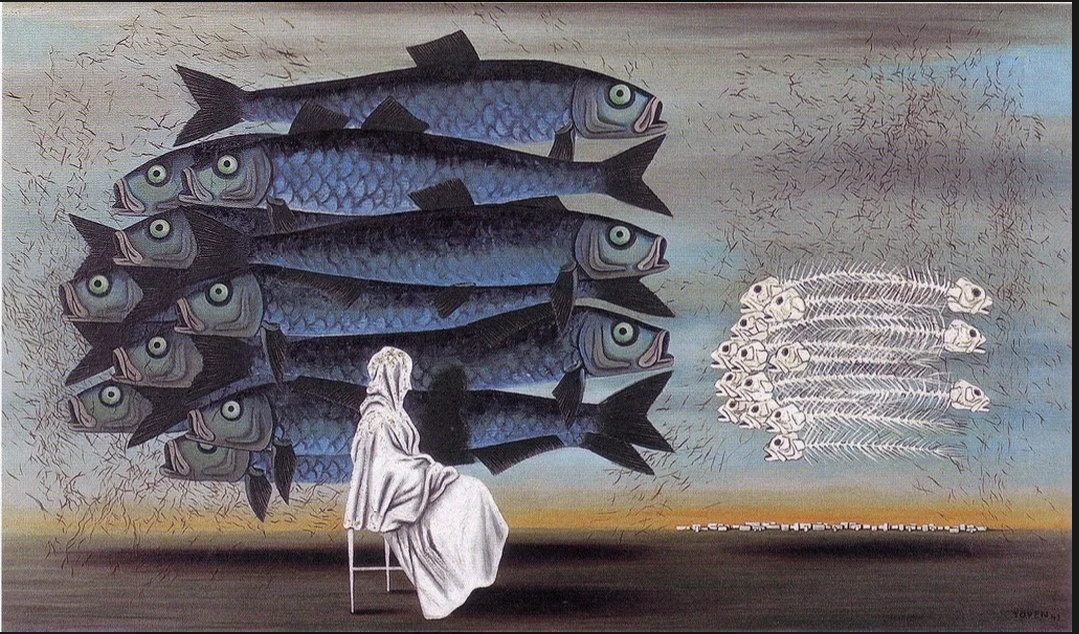
Среди длинных теней

Тойен покинула родительский дом в возрасте шестнадцати лет. Вероятная причина этому её монархические убеждения. В 1923 году Мария Черминова взяла псевдоним Тойен. Происхождением данного имени является французское слово «citoyen», означающее в переводе «гражданин». Второй версией происхождения псевдонима является чешское словосочетание «это он». Черминовой нравился этот псевдоним, так как он является гендерно нейтральным. Витезслав Незвал писал, что Тойен «отказывалась использовать окончания, обозначающий женский род», когда говорила в первом лице на чешском языке. Картины Тойен посвящены таким темам как секс, насилие, природа и алхимия.

## Биография
Тойен в 1919—1922 годах изучала художественное мастерство в пражской Академии искусств. Она тесно работала с сюрреалистом и поэтом Йиндржихом Штырски до его смерти. В середине 1920-х годов приехала в Париж, где примкнула в конце 1920-х к сюрреалистам из кружка Андре Бретона и Поля Элюара. В начале 1920-х годов Тойен совершила путешествие в Париж и в скором времени вернулась туда со Штырски на постоянное место жительство. В 1923 году примкнула к пражской авангардной группе «Девятисил». Первоначально увлекалась кубизмом, пуризмом, затем эротизмом, после чего пришла к сюрреализму.
Во время жизни в Париже Тойен и Штырски создали новую философию под названием Артифишиализм. Определением данной философии является «идентификация художника с поэтом», по принципу которой, художник создаёт поэзию без использования языка.
Первая выставка полотен художницы состоялась в парижском Музее современного искусства в 1926 году, первая выставка на родине, в Праге — в 1935 году. Тойен и Штырски вернулись в Прагу в 1928 году. Тойен — одна из основательниц Общества сюрреалистов Чехословакии (в 1934 году).
Сaмым плодотворным для Тойен был период между 1928 и 1938 годами, когда она создала свои наиболее известные малоформатные полотна. В некоторых из них художница выступает предтечей сформировавшегося уже после Второй мировой войны во Франции авангардистского направления информализм.
В годы оккупации немецкими войсками Тойен была вынуждена скрываться, так как её работы были отнесены нацистами к произведениям дегенеративного искусства. Тойен приютила своего коллегу Йиндрижиха Гейслера, который являлся поэтом еврейского происхождения. Он присоединился к группе чешских сюрреалистов в 1938 году. В 1942-м году погиб Штырски. После войны Тойен окончательно покинула Чехословакию, в 1947 году перебравшись в Париж вместе с Гейслером. Причиной переезда стало то, что в Чехословакии провозгласили коммунистический режим. В Париже оба присоединились к французским сюрреалистам. В том же году состоялась выставка её работ в галерее Дениз Рене. Тойен возобновила отношения с парижской группой сюрреалистов и не покидала её ряды вплоть до роспуска в 1969 году. Во Франции Тойен работала с Андре Бретоном, Бенжаменом Пере и другими сюрреалистами.
Написанные после войны картины отличаются «наивностью» и неповторимой индивидуальностью, отражают события военного времени и чешскую реальность. Тойен продолжает работать вместе с поэтом и анархистом Бенджамином Пере и чешским художником Йиндрихом Хейслером.
Тойен умерла в 1980 году в Париже. Отправляясь в эмиграцию в 1947 году, она увезла бо́льшую часть своих произведений с собой. Самая представительная коллекция её работ находится во Франции.
Тойен считается наиболее значимой женщиной-художником Чехословакии в XX столетии.

## Творчество
Многие из картин Тойен являются эротического характера. Через своё творчество Тойен выражала свой интерес к эротическому юмору, в котором совмещались боль и удовольствие. Тойен часто изображала сущности с женскими атрибутами, а также части мужских тел, например гениталии. На многих рисунках Тойен изображены женские лица.
Тойен была очарована сюрреалистической символикой и использовала её для выражения скрытых или подавленных желаний. Она полностью игнорировала гендерные условности, нося как мужскую, так и женскую одежду и принимая местоимения обоих полов.
Тойен создавала эротические эскизы для Erotická Revue (1930-33). Журнал издавался Штырским строго по подписке, маленьким тиражом в 150 экземпляров. Штырски также издавал книги под псевдонимом Edice 69, часть из которых была иллюстрирована Тойен.
Творческая натура Тойен привлекла внимание к гендерным вопросам и сексуальной политике. Обратить внимание на данную тематику было не просто, так как в сюрреалистическом движении доминируют мужчины. Однако со временем сюрреализм стал привлекать многих женщин в 1930-е годы и стал более гендерно сбалансированным.
Жизнь и работы Тойен внесли большой вклад в развитие феминистского искусства, хотя сама она никогда не вступала в дискуссии, не говорила открыто о феминизме или о своей сексуальной ориентации.

## Гендер
Тойен родилась женщиной, но, судя по её поведению, не причисляла себя ни к одному из двух полов и являлась агендером. Тойен предпочитала женской одежде мужские атрибуты. Вероятнее всего источником размышлений Тойен на данную тематику, являлся сюрреализм, так как она часто рисовала иллюстрации эротического характера. Мэллин Штернштейн говорит о Тойен, как о гиперсексуальной личности.
Сюрреалисты считали, что люди — это сексуальные создания. Многие из них, как и Тойен, тематизировали эротику в своём творчестве. Некоторые сюрреалисты считали, что сексуальность занимает главное место в жизни человека, а гениталии являются центром жизненной силы.
Тойен выражала интерес к лесбийской сексуальности наряду со многими другими формами сексуального самовыражения. Ориентация самой Тойен до сих пор не известна. Современники сообщают, что Тойен утверждала, что её привлекают женщины. По мнению Хюбнер, лучше всего не пытаться чётко классифицировать ориентацию художником, а рассматривать её и в данном контексте как квира.
Два основных творческих союза Тойен были с мужчинами, но подтверждения присутствия сексуальной связи в рамках этих союзов нет.

## Галерея работ
- 2 литографии
- акварели, литографии, цинкографии, коллажи
- После смерти, 1943, масло, холст, 110 x 53 см, Галерея изобразительного искусства, Хеб (из Vademecum, Moderní umění v Čechách a na Moravě 1890—1938)
- работы на Myspace
- 2 полотна
- 2 полотна, 1 литография
- 6 литографий